# Niclas Kirkeløkke
Niclas Vest Kirkeløkke (* 26. März 1994 in Ringe) ist ein dänischer Handballspieler, der dem Kader der dänischen Nationalmannschaft angehört. Seit der Saison 2024/25 steht er bei der SG Flensburg-Handewitt unter Vertrag.

## Karriere

### Verein
Kirkeløkke begann das Handballspielen beim dänischen Verein Risøhøj Håndbold, bei dem er in den Altersklassen U6 bis U12 aktiv war. Im Jahre 2006 schloss er sich GOG an. Im Sommer 2012 rückte der Rückraumspieler in den Kader der Herrenmannschaft von GOG, die in der zweithöchsten dänischen Liga antrat. 2013 stieg der Linkshänder mit GOG in die Håndboldligaen auf.
Im November 2018 unterschrieb er einen ab Sommer 2019 laufenden Zweijahresvertrag beim deutschen Bundesligisten Rhein-Neckar Löwen, der im Dezember 2021 bis zum Saisonende 2023/24 verlängert wurde. In der Saison 2022/23 wurde er mit den Löwen DHB-Pokalsieger. Zur Saison 2024/25 unterschrieb er einen Dreijahresvertrag bei der SG Flensburg-Handewitt bis 2027. Mit der SG gewann er die EHF European League der Männer 2024/25.

### Nationalmannschaft
Kirkeløkke lief anfangs für die dänische Jugend- und Juniorenauswahl auf. Bei der U-18-Europameisterschaft 2012 gewann er die Bronzemedaille und wurde zusätzlich in das All-Star-Team gewählt. Ein Jahr später gewann er die Goldmedaille bei der U-19-Weltmeisterschaft und wurde wiederum ins All-Star-Team berufen. Nachdem Kirkeløkke mit Dänemark den vierten Platz bei der U-20-Europameisterschaft 2014 belegt hatte, konnte er verletzungsbedingt nicht an der U-21-Weltmeisterschaft 2015 teilnehmen.
Er gab am 3. November 2016 sein Länderspieldebüt für die dänische A-Nationalmannschaft. Zwei Monate später nahm Kirkeløkke an der Weltmeisterschaft 2017 teil, in dessen Turnierverlauf er sieben Treffer erzielte. Bei der Europameisterschaft 2022 gewann er mit Dänemark die Bronzemedaille. Zur Weltmeisterschaft 2023, die Dänemark gewann, wurde er nachnominiert. Der Rückraumspieler kam dabei meist auf Rechtsaußen zum Einsatz und konnte dadurch den besten Spieler des Turniers, Mathias Gidsel, in der Abwehr ohne Wechsel auf der Halbposition entlasten. Beim Gewinn der Silbermedaille bei der Europameisterschaft 2024 kam er in allen neun Spielen zum Einsatz und warf 21 Tore. Kirkeløkke gewann bei den Olympischen Spielen 2024 in Paris mit der dänischen Nationalmannschaft Gold. Bei der Weltmeisterschaft 2025 warf er 18 Tore in neun Partien und wurde mit dem Team erneut Weltmeister.